# Heikki Åhlman

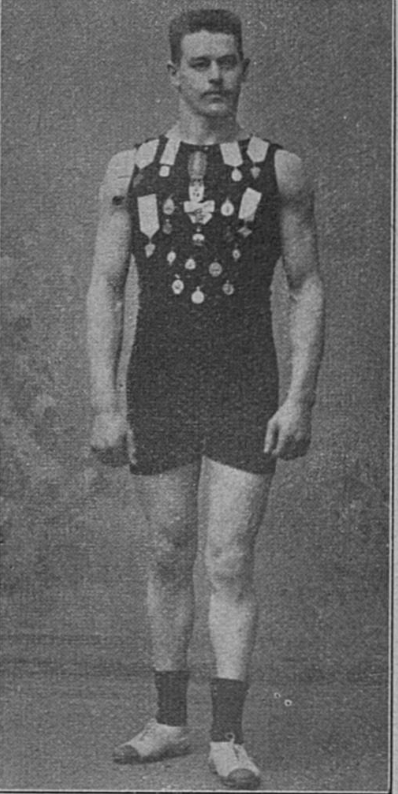
Heikki Pennola, 1906

Heikki Åhlman (eigentlich Henrik Aleksander Åhlman, später Pennola; * 11. September 1879 in Kanneljärvi, Gouvernement Sankt Petersburg; † 26. März 1960 in Kuopio) war ein finnischer Stabhochspringer, Kugelstoßer, Diskuswerfer, Speerwerfer, Steinstoßer und Zehnkämpfer.
Bei den Olympischen Zwischenspielen 1906 in Athen wurde er Fünfter im Stabhochsprung und vermutlich Sechster im Speerwurf. Im Fünfkampf kam er auf den 17. Platz. Im Kugelstoßen, im Diskuswurf und im Steinstoßen sind seine Platzierungen nicht überliefert.

## Persönliche Bestleistungen
- Stabhochsprung: 3,30 m, 30. August 1908, Sankt Petersburg
- Kugelstoßen: 12,10 m, 1907
- Diskuswurf: 34,63 m, 10. September 1905, Sankt Petersburg
- Speerwurf: 47,29 m, 11. September 1904, Sankt Petersburg